# Jacques Halbert
Jacques Halbert (Bourgueil, 27 gennaio 1955) è un artista francese.

## Biografia
Da giovane, Jacques Halbert frequenta la scuola Brassart di Tours (1972-1973), e poi studia alla Scuola delle Belle Arti di Bourges dal 1973 al 1978 con Daniel Dezeuze e Jean-Claude Silbermann come insegnanti. Tra il 1978 e il 2002 vive e lavora negli Stati Uniti. Torna in Francia nel 2002. Dal 2002 vive e lavora a Candes-Saint-Martin in Turenna dove frequenta molti artisti della regione, tra cui René Léraud.
Nel 2015 è uno dei firmatari della tribuna "Risposta dei 1001 artisti a Marine Le Pen", nel giornale l'Humanità durante le elezioni regionali.

### Art Café New York
Dal 1985 al 1989 Jacques Halbert è proprietario dell'Art Café di New York nell'East Village,  insieme a Mireille Brame. Con Alan Jones, Dorotée Selz e Pierre Restany, vi organizza numerose mostre di artisti come: John Armleder, Olivier Mosset, Charles Dreyfus, Doreathée Selz, Jean Dupuy, Daniel Spoerri, Ken Friedmann, Ben Vautier, Jeff Koons, Andy Warhol, Phoebe Legere, Christian Xatrec o François Morellet. Nel 1989, Jacques Halbert chiude il ristorante e si trasferisce a Miami e poi a Los Angeles.

### Magnifik Gallery New York
Jacques Halbert torna a New York e apre la Magnifik Gallery nel 1999 a Williamsburg (New York) e vi espone: Olga Adorno, Larry Miller, John Armleder, Olivier Mosset, Jean Dupuy, Ben Paterson, Ken Friedmann, Jack Pospisil, Geoff Hendricks, Carolee Schneemann, Joël Hubaut, Ben Vautier, Brendan Klinger, Christian Xatrec, Alison Knowles, Phoebe Legere, Nicola L.

## Opera
Due sono le principali linee guida dell'opera di Jacques Halbert fin dai suoi anni di studio alle Belle-Arti de Bourges: la performance e la pittura.

### Performance
Nel 1976, durante la costruzione del Centro Pompidou, partecipa alla creazione di un Centre Pompidou-Gâteau, che ritaglia e condivide, sulla piazza del museo, con i suoi amici artisti e i passanti invitati ufficiosamente a questa performanza. Lo stesso anno, su invito di Henri Jobbé-Duval (direttore della FIAC), trasforma uno scooter in Galleria Ciliega, una scultura mobile con la quale percorre le navate della FIAC nel 1976 e nel 1977. Attraversa le strade di Parigi e parcheggia davanti alle gallerie d'arte durante i vernissage, vendendo torte di ciliegie e monocromi ricoperti di ciliegie ai passanti e agli amanti dell'arte. Lo stesso Jacques Halbert definisce questa postura neo-dadaista e spesso parodica della figura dell'artista come "un manifesto del buon gusto".
Nel 2003, tornato in Francia, espone al Creux de l'Enfer il suo muro del riso che registra le risate dei suoi amici e dei suoi colleghi artisti, con i quali ha lavorato durante gli anni americani.

### Pittura
Il suo lavoro plastico è quasi esclusivamente e invariabilmente ridotto all'applicazione di una o più ciliegie su una tela monocroma.

## Collezioni permanenti
- Centro nazionale d'arte e di cultura Georges-Pompidou, Parigi.[14]
- Fondo regionale d'arte contemporanea di Auvergne, Clermont-Ferrand.[15]
- Centro nazionale delle arti plastiche, Parigi.[16][17]
- The Emily Harvey Foundation, New York.[18]
- Museo d'arte di Nantes.[19]

## Mostre (selezione)
- 1975 : Palissade città di Bourges
- 1976 : La Maison Rouge, Parigi / Gallerie Moderne, Parigi / Galleria Ben Doute de Tout, Nizza / Galleria Plein Ciel, Parigi / Galleria delle Ursulines, Mâcon / FIAC, « Cerise Galerie », Grand Palais, Parigi
- 1977 : Exposition cerisiste Teatro di Saumur / Dritte Galleria, Zofingen, Swizzera / FIAC, Fiera Internazionale di Arte Contemporanea, « Galerie Cerise», Grand-Palais, Parigi
- 1978 : WASHART'78, (Galleria Levy, Milano) Washington / Galerie Alain Oudin, Parigi / Hamburg Gallery, Amburgo
- 1979 : WASHART'79, International Art Fair, (Bellini France), Washington
- 1980 : Une idée en l'air, Sutton Gallery, Nuova York / Grommet Studio, New York / Washington Art Fair, (Peter Lenart) Washington / Grommet Gallery, Nuova York[20]
- 1983 : Gracie Mansion Gallery, New York
- 1984 : Emily Harvey Gallery, New York
- 1985 : Hommage to Francis Picabia, Art Café, East Village, Nuova York. / L'Eusses-tu cuit ?, Galerie Oulan Bator, Orléans
- 1987 : Projects for paintings Emily Harvey Gallery, New York. / Projets pour des peintures, Galleria dei Serbi, Cannes
- 1988 : Perishables, The Penson Gallery, New York
- 1989 : Joan Hodgell Gallery, Sarasota, Florida
- 1992 : Banana Dreams, Miramar Gallery, Sarasota, Florida
- 1993 : Hommage, Fromage et danse de Saint-Guy, Galleria delle Belle-Arti, Nantes / Floridada, Emphasis Gallery, Sarasota, Florida
- 1990 : Fruit in color Metro-Dade Cultural Center, Miami, Florida / Jane Stein Gallery, Tampa, Florida
- 1994 : Vintage dreams The Merles Closet, Miami Beach, Florida
- 1995 : Power Studio, Miami, Florida
- 1996 : Funny Laundry, Lunaria, Los Angeles, California
- 1997 : Splash, Redondo Beach, California
- 1998 : Tickly Paintings Cava, Los Angeles, California
- 2001 : MagnifiK Gallery, Williamsburg, Brooklyn, New York
- 2003 : Le mur du rire Le Creux de l'Enfer, Centro d'Arte Contemporanea, Thiers, (FRA)
- 2005 : Peinture au marteau, Le Lieu Unique, Nantes
- 2006 : Rétrospective Jacques Halbert, CCC, Tours
- 2007 : Bleu Cerise, Galleria contemporanea della città di Chinon
- 2009 : Mind the Wall, Libreria Saint-Hubert, Brusselle
- 2010 : Bleu Cerise, Galleria Benoit Lecarpentier, Parigi / Dix Nez, Abbazia di Fontevraud / Jacques Halbert, Galleria ARTSZ, Monaco / Cherry Invitational, Galleria les Contemporains + - 0, Brusselle
- 2011 : Acquisizione FNAC
- 2012 : A Symposium Celebrating Contemporary French Art, The Patricia & Phillip Frost Art Museum, Miami, Florida[21]
- 2012 : Les noces de Bigarreau et Du vent dans les voiles, LAC, Isola della Riunione / Came à yeux, L'appart, Poitiers / Le pâtissier pâtissé, performanza al Confort Moderne, Poitiers
- 2013 : Le paradis perdure, Capella di Geneteil, Château-Gontier / Cerises sur le Château, Castello di Candes-Saint-Martin
- 2014 : Jacques Halbert/Repeat, galerie Nadja Vilenne, Liegi
- 2015 : Le dîner de la Vérité, Fondazione del Doute, Blois / Daniel Spoerri - Eat Art, Chinon
- 2016 : Hommage au Facteur Cheval, Hauterives / Le rire, Museo Rabelais, La Devinière, Seuilly
- 2016 : A dada sur mon Banquet, nelle Caves Painctes di Chinon (organizzatori : museo le Carroi, CCCVL, associazione Chinons, città di Chinon e sindactao dei vini di Chinon)
- 2017 : HTFAM (How To Fuck A Monochrome), galleria Ici, Parigi
- 2018 : Centre Combi-Douche, mostra nella galleria del Duomo di Saumur / HTFAM (How To Fuck A Monochrome), galleria Nadja Vilenne, Liegi, Belgio

## Pubblicazioni
- Jean Dupuy, Collective Consciousness, New York, Performing Arts Journal Publication, 1980, ISBN 0-933826-27-3.
- Carol Damian, Tour de France/Florida: Contemporary Artist's from France in Florida's Private Collections, Miami, The Patricia & Philip Frost Art Museum, 2011, ISBN 978-0-9819337-8-8.
- Jacques Halbert, Le Mur du Rire, Thiers, Le creux de l'enfer, 2005, ISBN 2-914307-11-X.
- Jacques Halbert e Capitaine Longchamps, Le Paradis Perdure, Nimes, Le Carré scène nationale, 2013, ISBN 978-2-9543196-29.
- Frédéric Bouglé, Jacques Halbert, Nantes, Scuola regionale delle Belle Arti di Nantes, 1993.
- Daniel Spoerri, Eat Art, Chinon, Comunità dei Comuni Chinon, Vienna e Loira, 2015, ISBN 979-1-09363636-8.
- Ben Vautier, La vie est un film, In Fine, 2019, ISBN 978-2-9023025-1-2.
- Pierre Giquel, Les géographies irrégulières, Dijon, Les presses du réel, 2017, ISBN 978-2-37229-033-3.